# 채호
채호(菜戶)는 환관 제도가 있던 근대 이전의 중국에서 궁녀와 환관 사이의 사실혼 관계를 말한다.
원래 대식(對食)은 궁녀들 간의 동성애 관계를 지칭했고, 환관과 궁녀의 결합은 채호(菜戶)라고 불렸다. 이후 환관과 궁녀의 결합도 "대식"이라고 불렸다.

## 같이 보기
- 대식 (역사)